# Salix planifolia
Espèce
Salix planifolia, le Saule à feuilles planes, connu sous les noms communs anglais de planeleaf willow, diamondleaf willow et tealeaf willow, est une espèce de plantes à fleurs de la famille des Salicaceae. C'est un saule originaire du nord et de l'ouest de l'Amérique du Nord, de la majorité du Canada et de l'ouest des États-Unis. Il pousse aussi dans de nombreux types d'habitats aux climats arctiques et  alpins, dans le nord et les zones montagneuses de la partie sud de son aire.

## Synonymie et variétés
- Salix chlorophylla ;
- Salix monica ;
- Salix nelsonii ;
- Salix pennata ;
- Salix pychnocarpa.

## Description
Salix planifolia est un arbuste variant en taille, de basse et touffue, à une forme arborescente atteignant 9 m de haut. Les branches âgées sont grises alors que jeunes, elles sont rouge noirâtre. Les feuilles sont généralement de forme ovale avec une pointe. Elles mesurent jusqu'à 6,5 cm de long. Les bords sont lisses ou dentelés, le limbe est brillant sur la face supérieure, parfois avec des poils soyeux. L'inflorescence est un chaton de quelques centimètres de long.

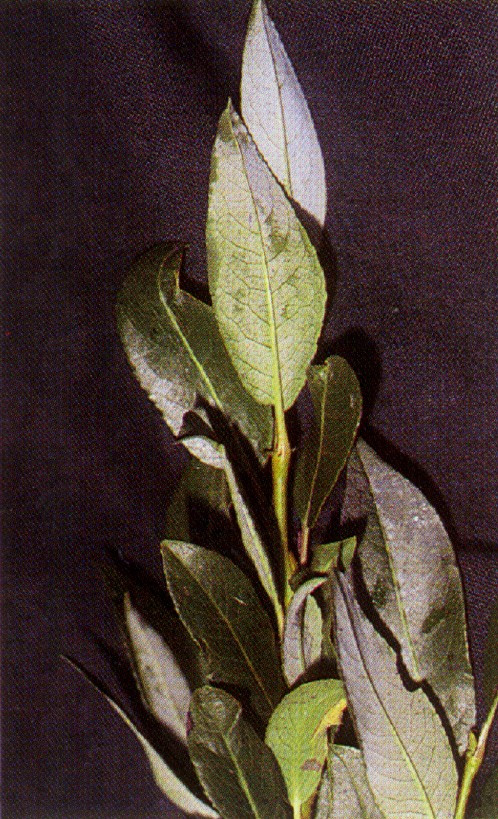
feuillage.
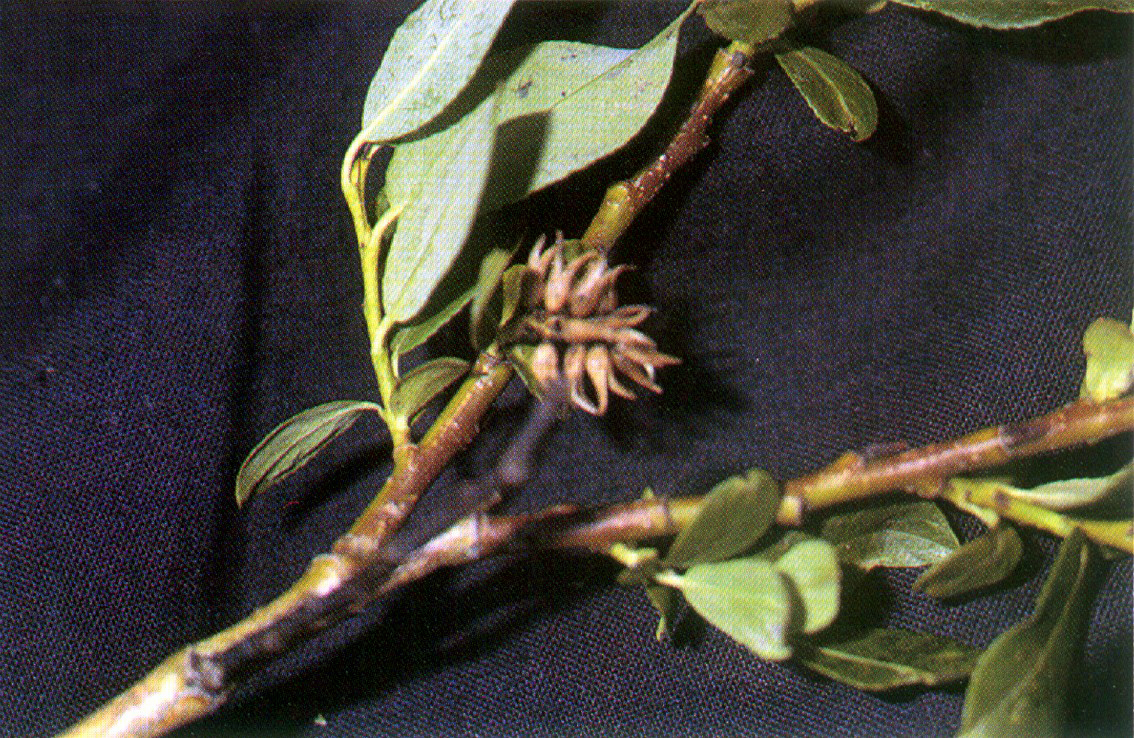
Fructification.
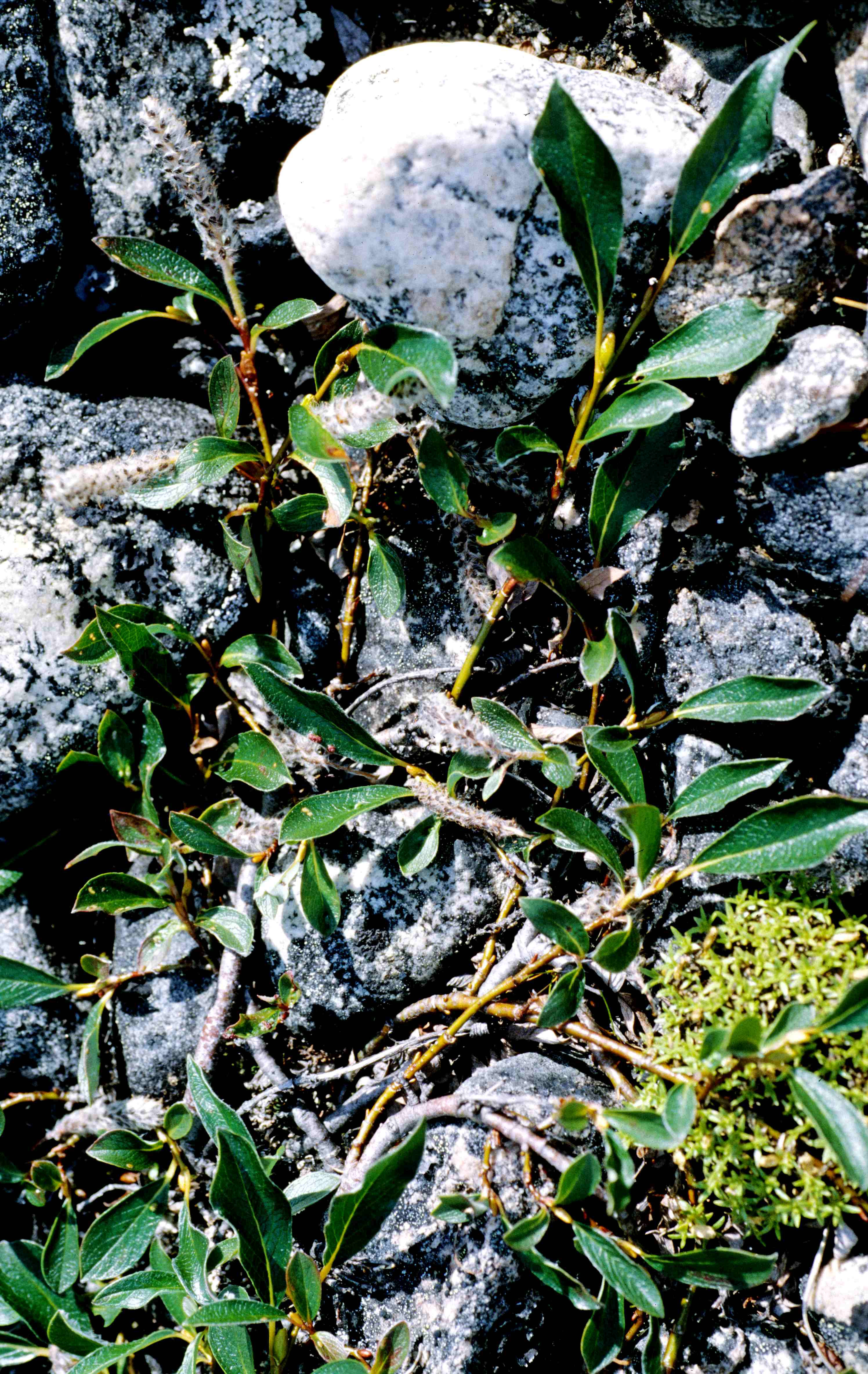
Habitat.
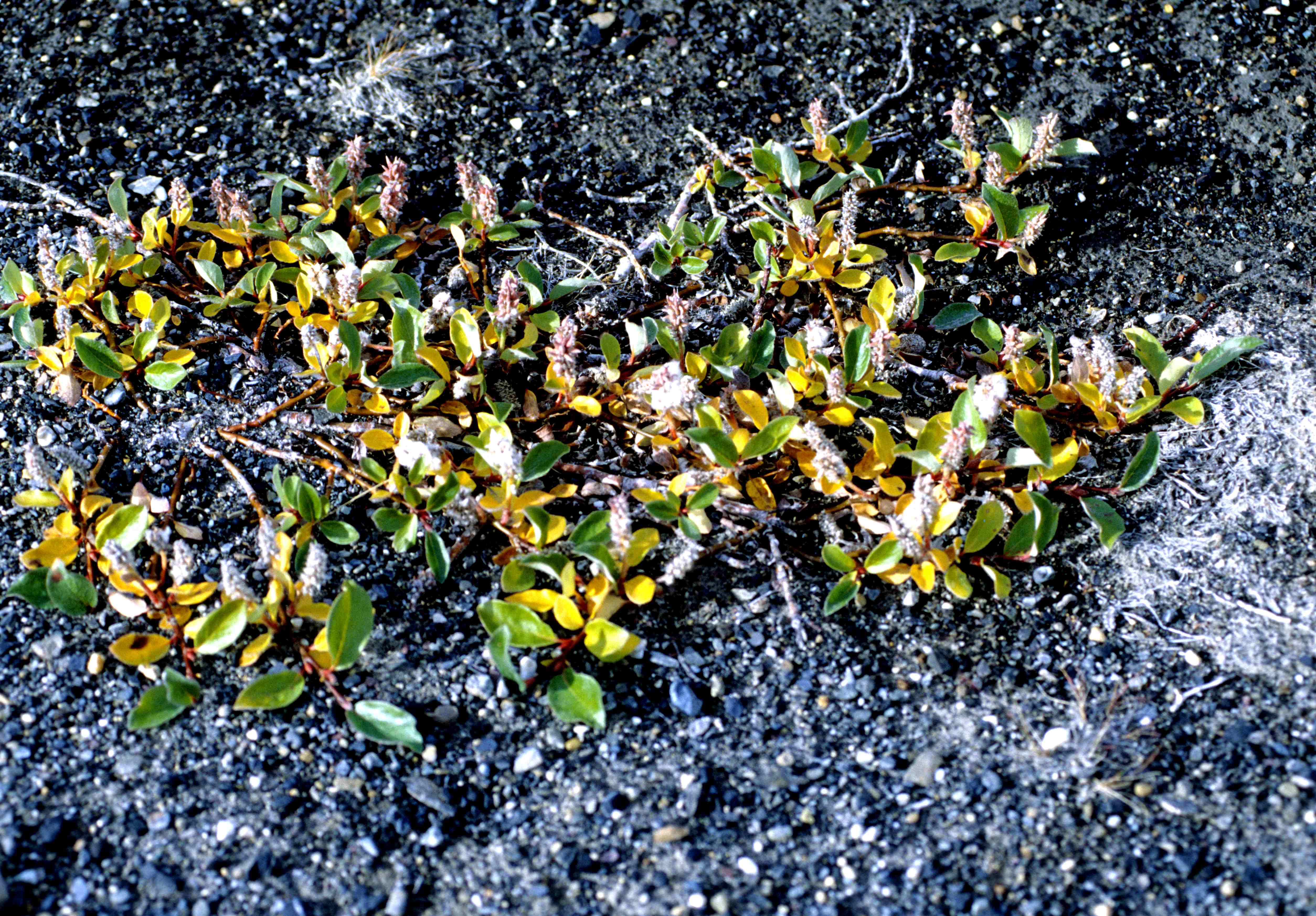
Forme du Nunavut.

Salix pulchra, aussi communément appelé « saule à feuilles de diamant » ou « saule à feuilles de thé » est parfois traité comme une sous-espèce de Salix planifolia (ssp. S. planifolia  'pulchra' ). Il est classé dorénavant comme une espèce distincte.